# 重量ポンド
重量ポンド（じゅうりょうポンド、英: pound-force、記号: lbf, lbf）は、ヤード・ポンド法のFPS単位系（英国工学単位系、英国重力単位系）で用いられる力または重量の単位である。米国以外では、使われることがまれで、米国内でも公式には使われない。

## 定義
1重量ポンドは、質量1ポンドの物体に対して標準重力加速度（9.806 65 m/s2、196 133/6096 ft/s2）と同じ加速度を生じさせる力と定義される。簡単に言えば、質量1ポンドの物体の地球上における重量である。
重量ポンドは18世紀ごろから使われ始めたが、重力加速度の値は場所によって異なるため、重量ポンドの値は厳密なものではなかった。1901年の国際度量衡総会 (CGPM) において重量グラム、重量キログラムとともに標準重力加速度が定められた。その値をヤード・ポンド法に換算することで、重量ポンドの値を厳密に定めることができるようになった。
標準重力加速度の値を使うと、1重量ポンドは正確に4.4482216152605ニュートンとなる。英国では、この14桁の数値が公式の換算値である。日本の計量法体系では、1重量ポンドは正確に4.44822ニュートンと定義されている。これは、英国の公式換算値を小数5桁に丸めたものである。

## FPS単位系
文脈によっては、「ポンド」という言葉を質量の単位ではなく力の単位として用いる。この場合、質量の単位には、lbf·s2/ftとして定義されるスラグ(slug)を用いる。ポンドを質量の単位として用いる場合でも、曖昧さを回避するために「質量ポンド」(pounds-mass、lbm)の語を用いることがある。
| 基本単位   | 力・長さ・時間  | 力・長さ・時間  | 重さ・長さ・時間   | 重さ・長さ・時間   | 質量・長さ・時間 | 質量・長さ・時間 | 質量・長さ・時間 | 質量・長さ・時間 |
| ---------- | --------------- | --------------- | ------------------ | ------------------ | ---------------- | ---------------- | ---------------- | ---------------- |
| 力 (F)     | F = m⋅a = w⋅a/g | F = m⋅a = w⋅a/g | F = m⋅a/gc = w⋅a/g | F = m⋅a/gc = w⋅a/g | F = m⋅a = w⋅a/g  | F = m⋅a = w⋅a/g  | F = m⋅a = w⋅a/g  | F = m⋅a = w⋅a/g  |
| 重さ (w)   | w = m⋅g         | w = m⋅g         | w = m⋅g/gc ≈ m     | w = m⋅g/gc ≈ m     | w = m⋅g          | w = m⋅g          | w = m⋅g          | w = m⋅g          |
| 単位系     | BG              | GM              | EE                 | M                  | AE               | CGS              | MTS              | SI(MKS)          |
| 加速度 (a) | ft/s2           | m/s2            | ft/s2              | m/s2               | ft/s2            | Gal              | m/s2             | m/s2             |
| 質量 (m)   | slug            | slug            | lbm                | kg                 | lb               | g                | t                | kg               |
| 力 (F)     | lb              | kgf             | lbF                | kgf                | pdl              | dyn              | sn               | N                |
| 圧力 (p)   | lb/in2          | at              | PSI                | atm                | pdl/ft2          | Ba               | pz               | Pa               |

英国工学単位系(EE)では、質量の単位に質量ポンド、力（重量）の単位に重量ポンドを用いる。地球上においては、1質量ポンドに働く重力は1重量ポンドにほぼ等しいので都合が良い。ただし、他の単位系のように、力の単位が質量の単位に加速度の単位を掛けた物と等しくない。つまり、ニュートンの運動の第2法則 F = m·a を書き表すのに、1以外の比例定数が必要になる。その値は、標準重力加速度 gc = 32.174049 lbm·ft/lbf·s2 である。
英国重力単位系(BG)とFPS絶対単位系(AE)は、1以外の比例定数を必要としない一貫性のある単位系である。BGはポンドを力の単位とし、質量の単位にスラグを用いる。AEはポンドを質量の単位とし、力の単位にパウンダルを用いる。